# Luftangriff auf Wieluń
Der Luftangriff auf Wieluń [ˈvʲɛluɲ] wurde am frühen Morgen des 1. September 1939 in drei Wellen mit  Stukas  der deutschen Luftwaffe ausgeführt, wobei die militärisch unbedeutende polnische Kleinstadt Wieluń größtenteils zerstört wurde. Die Zahl der getöteten Menschen wird mit mehr als 100 angegeben; Schätzungen belaufen sich auch auf 1.200. Der Angriff wird von Historikern als erstes Kriegsverbrechen beim deutschen Überfall auf Polen angesehen und ist nach Zeugenaussagen zeitlich vor dem Beschuss der Westerplatte bei Danzig erfolgt und damit die erste militärische Aktion des Zweiten Weltkriegs.

## Luftangriff

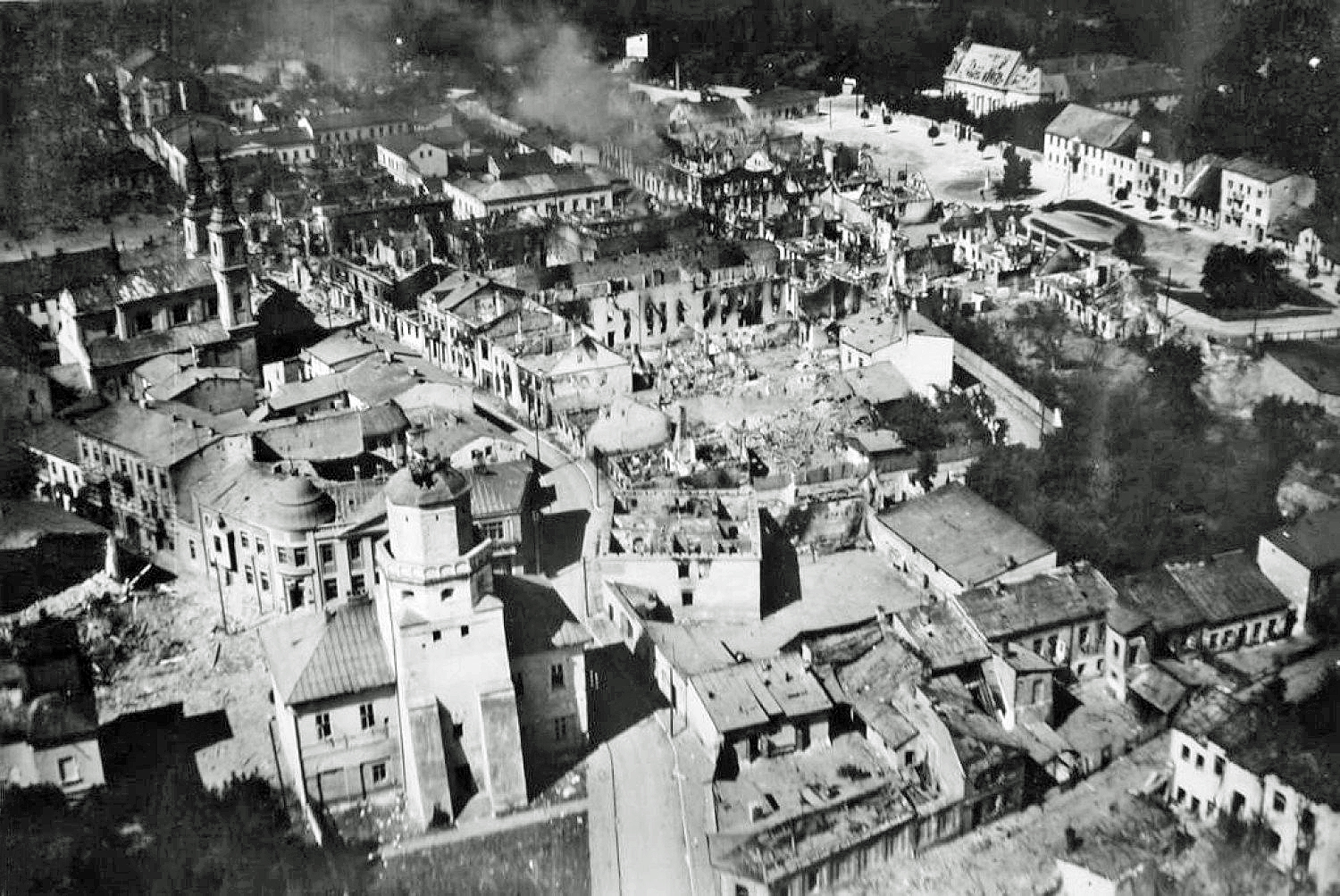
Wieluń nach dem Luftangriff, September 1939

Am frühen Morgen des 1. September 1939 wurde Wieluń durch deutsche Sturzkampfbomber des Fliegerführers z.b.V. der Luftflotte 4 angegriffen und bombardiert. Es handelt sich mutmaßlich um das erste Kriegsverbrechen der Wehrmacht im Zweiten Weltkrieg. Der Angriff begann laut Zeitzeugen gegen 04:37 Uhr Ortszeit, laut deutscher Einsatzmeldung eine Stunde später. Die erste Angriffswelle machte das Krankenhaus der Stadt dem Erdboden gleich. Die völlig überraschten Einwohner wurden aus Bordwaffen gezielt beschossen. Bei insgesamt drei Bombenangriffen im Lauf des Tages starben bis zu 1.200 der damals etwa 16.000 Einwohner. Laut dem polnischen Historiker Mateusz Piatkowski ist diese Opferzahl jedoch übertrieben. In Wirklichkeit wurden 127 Tote registriert, was aber nicht ausschließt, dass die Opferzahl höher lag und mehrere Hundert betrug. Die Gebäude der Stadt wurden zu 70 Prozent und der Ortskern durch Brände zu 90 Prozent zerstört.
Der Zweck des Angriffs ist unter Historikern umstritten. Rolf-Dieter Müller argumentiert, die Luftwaffe habe militärische Ziele ausschalten wollen, um unmittelbare Wirkung auf dem Schlachtfeld zu erzielen. In Wieluń seien am 31. August eine polnische Division und eine Kavalleriebrigade ausgemacht worden, denen die Angriffe gegolten hätten. Aber wegen Bodennebels seien diese Ziele verfehlt worden. Der Angriff auf Wieluń sei trotz der verheerenden Wirkung deshalb kein geplanter Terrorangriff gewesen. Laut Jochen Böhler verzeichnete der erste Einsatzbericht des Sturzkampfgeschwaders 76 „keine Feindbeobachtung“. Neuere Forschungserkenntnisse legten vielmehr den Verdacht nahe, dass die Vernichtung der Stadt Ziel des Angriffs gewesen sei, um zugleich die Schlagkraft der deutschen Luftwaffe zu testen. Der Chef des Generalstabes des Heeres, Franz Halder, hatte zwei Wochen vor dem Angriff in seinem Kriegstagebuch vermerkt: „Jagdeinsatz Rot in Gegend Wielun“. Die Luftwaffe flog in diesem Gebiet in den ersten Kriegstagen weitere Angriffe unter anderem auf die Kleinstädte Działoszyn und Kamieńsk und ließ „Wirkungsbilder“ von anderen bombardierten Ortschaften anfertigen. Halder unterschied in seinem Kriegstagebuch außerdem zwischen „Terrorangriff“ und militärischen Angriffen. Hans-Erich Volkmann unterstreicht, dass die deutsche 10. Armee, die in diesem Frontabschnitt den ausschlaggebenden militärischen Faktor bildete, der Ortschaft Wieluń keine operative, geschweige denn eine strategische Bedeutung beimaß, mit der sich eine Bombardierung hätte rechtfertigen lassen. Der zuständige Befehlshaber der Luftwaffe, Wolfram von Richthofen, habe den Angriff auf eigene Faust befohlen. Richthofen habe zwar keinen „Terrorangriff“ beabsichtigt, aber Wieluń als grenznahes militärisches Übungsziel ausgewählt, um möglichst ohne eigene Verluste die Einsatzfähigkeit und Funktionstüchtigkeit der Sturzkampfbomber zu erproben. Volkmann charakterisiert die Zerstörung Wieluńs als einen Angriff auf ein nicht militärisches Ziel und deshalb als Kriegsverbrechen.